# Neodiplotrema pelamydis
Neodiplotrema pelamydis är en plattmaskart. Neodiplotrema pelamydis ingår i släktet Neodiplotrema och familjen Didymozoidae. Inga underarter finns listade i Catalogue of Life.